# Тејл Ајленспихел
Тејл Ајленспихел је белгијска верзија немачког Тила Ојленшпигела. Он је постао узорна типска личност класичне књижевности, настао у низоземско-немачком фолклору. Према легенди Ајленспихел је био нитков који је слободно путовао Низоземљем и Немачком у 16. веку и својим несланим шалама правио људе будалама. Према Де Костеровом (низ. De Coster) роману он је рођен у Даму, у коме се налази једна од многих статуа у Европи која би требало да представља Тејла. Према легенди он је умро у немачком Мелну 1350. године, овде чак може да се посети гроб за који се претпоставља да је Тејлов.
Око 1500. године су се појавиле прве приче о Тејлу Ајленспихелу у Немачкој. Чиновник из Брунсвејка Херман Боте је написао неколицину смешних анекдота о лику „Дилу Уленспехелу“. Овај средњовековни Aјленспиhел се разликује по много чему од каснијег романа из 19. века: нема политичке и друштвено-критичке димензије и хумор је прост до граница вулгарности. Његово име објашњава његов таленат да људе прави будалама. Сова (ајл-сова) је тада била још симбол за глупост (отуд на сликама Хиеронимуса Боша, поред глупавих ликова можемо видети сову). Упоредите такође и реч “uilskuiken” 'која означава и будалу и младунче сове, као и фламанску фразу „то је једна сова“- (то је једна будала). У огледалу (спихел) се људи могу видети такви какви јесу, „тако глупи као сова“. Враголасти Тејл приказује људе какви они заиста јесу, без имало оклевања. Де Костер разјашњава име као: „Ја сам ваше огледало“, Улен-Спихел. Роман је био основа за многе народне приче из 16. века о истом лику.
Де Костеров Тејл Ајленспихел је више од безбрижног вагабунда и ниткова: он је фламански борац за слободу који се бори на страни устаника (низ. geuzen) против шпанске власти. У томе му помажу његов добар доброћудни пријатељ Лам Хутзак (низ. Lamme Goedzak) и његова пријатељица и усвојена сестра Нела. Од тада се Aјленспихел доводи у везу са Фландријом иако првобитни срдњовековни Aјленспихел није поседовао ову патритску димензију. 
Шарл де Костер је рођен у Минхену 1827. године као син оца Фламанца и мајке Валонке. Иако му је француски био матерњи, гајио је велике симпатије за фламанску културу и језик. Фламански покрет који је доживео процват тих година и залагао се за оживљавање фламанске културе је глорификовао овог борбеног присталицу, Тејла. Тако је Де Костеров роман, контрадикторно, постао омаж Фландрији на француском језику.
Тејл Ајленспихел је бунтовник који оштро критикује цркву и верске ратове.